# Archeonesia eocena
Archeonesia eocena (лат.) — ископаемый вид мелких хризидоидных ос-бетилид из подсемейства Pristocerinae, единственный в составе вымершего рода Archeonesia.

## Описание
Самка и самец обнаружены вместе в одном куске эоценового балтийского янтаря (около 40 млн лет, Калининградская область, Россия). Длина тела около 4 мм (крылатый самец) и 3,2 мм (бескрылая самка).
Самец крылатый. Жвалы пятизубчатые. Формула щупиков 5,3. Голова, переднеспинка, среднеспинка, метапектально-проподеальный комплекс, петиоль, усики и брюшко тёмные, каштановые или чёрные; крылья прозрачные. Голова такой же длины, как её ширина, субквадратная, при взгляде сбоку не шаровидная. Наличник с треугольной срединной лопастью, виден сверху, латеральная лопасть редуцирована. Срединный клипеальный киль отграничен, ниже лба. Жгутик длиннее своей ширины, первые жгутики крупнее дистальных; опушение жгутика отстоящее; педицель короче первого членика жгутика, вершина расширена. Глаз касается основания жвал, голый, выпуклый. Оцеллий большой, выпуклый. Фронтальный угол глазкового треугольника тупоугольный. Передний глазок кзади от надглазной линии. Затылочный киль имеется. Дорсально переднеспинка шире своей длины, точки пунктировки мелкие и редкие. Метафуркальная ямка овальной формы. Задняя мезофуркальная ямка коронковидной формы. Нотаулюс есть, крупный, сужающийся кзади, гладкий. Парапсидный сигнум короче нотаули. Переднее крыло с тремя закрытыми ячейками (C, R, 1Cu), видна дистальная линия сгибания, жилка 2r-rs и Rs трубчатая, длинная, хорошо пигментированная, изогнутая, не сходящаяся кзади к переднему краю, жилка R1 трубчатая, длинная. Птеростигма увеличена, ланцетная. Мезоскутум-мезоскутеллярная борозда имеется, задний край сильно загнут медиально. Заднеспинка хорошо развита. Метапектально-проподеальный диск не виден. Мезотибия без шипов. Метасома гдадкая. Девятый сегмент брюшка со слабо загнутым краем, неразделенный.
Самка бескрылая. Жвалы двух- или трёхзубчатые. Голова, переднеспинка, среднеспинка, метапектально-проподеальный комплекс, петиоль, усик и брюшко от светлого до тёмно-коричневого цвета. Голова длиннее своей ширины и прямоугольная, сбоку не шаровидная. Наличник с трапециевидной срединной долей, виден дорсально, латеральная доля редуцирована. Срединный клипеальный киль не виден. Длина жгутика равна ширине, первые членики жгутики шире дистальных; опушение жгутика прижатое; педицель бочкообразный, равен длине первого членика жгутика. Глаз почти соприкасается с основанием жвал, голый, редуцированный, плоский. Лоб слабо пунктированный, точки мелкие и редкие. Фронтальная линия не видна. Оцеллии отсутствуют. Дорсально переднеспинка гладкая, посередине длиннее мезоскутума. Метафуркальная ямка овальной формы. Задняя мезофуркальная ямка овальной формы. Антеромезоскутум с прямым передним краем. Нотаулюс отсутствует. Парапсидальные линии отсутствуют. Мезоскутум-мезоскутеллярная борозда отсутствует. Мезоплевра видна сверху, широкая. Мезобибии шиповатые. Метапектально-проподеальный диск длинный, широко соприкасается с антеромезоскутумом.

## Систематика и этимология
Таксон Archeonesia близок к родам Acrenesia, Cleistepyris и другим из подсемейства Pristocerinae. Вид A. eocena был впервые описан в 2021 году американскими и бразильским палеоэнтомологами Carly Melissa Tribull (Farmingdale State College, Farmingdale, США), Madeline V. Pankowski (Rockville, США), Wesley Dondoni Colombo (Universidade Federal do Espírito Santo, Vitória, Бразилия). Видовое название A. eocena дано по времени происхождения типового материала (эоцен). Название рода †Archeonesia происходит от части имени рода Acrenesia, к которому наиболее близки самки. Приставка «Archeo» обозначает вымершую природу рода.